# Jerrè Tanner
Jerrè E. Tanner (Lock Haven, Pennsylvania, 5 januari 1939) is een Amerikaans componist en muziekpedagoog van Franse en Cherokee Indiaanse afkomst.

## Biografie
Tanner is opgegroeid in een heel groot reservoir met natuurbescherming waar zijn vader verantwoordelijk was voor de bestand van de vissen. Het leven in deze omgeving en de bescherming van de natuur zijn in het hele leven van Tanner een belangrijk punt gebleven. Tanner heeft een fascinatie voor andere culturen, maar gebruikt in zijn composities deze culturen altijd als inspiratiebron. Tegenwoordig woont hij op Hawaï.
Tanner studeerde aan de Universiteit van Iowa in Iowa City, waar hij zijn Bachelor of Music behaalde en aan de San Francisco State University in San Francisco waar hij orkestratie en compositie studeerde en zijn Master of Music in compositie behaalde. Hij kreeg een groot aantal van prijzen en onderscheidingen zoals de prijs van de Hawaï State Foundation on Culture and the Arts, de Celia S. Buck Award, de prijs van de National and Hawaii Bicentennial Commissions, de prijs van de Huntington Hartford Foundation in Los Angeles en twee Margaret Fairbank Jory Copying Assistance grants. In 1997 werd hem de hoogste eer van de staat Hawaï aanbevolen, de Artist Fellowship in Music Composition. 
Tanner was professor aan de Universiteit van Hawaï in Manoa en aan het Hawaï Community College in Hilo. 
Tanners werken werden uitgevoerd door orkesten zoals het Honolulu Symphony Orchestra, het Civic Symphony Orchestra of Boston, het Moravian Philharmonic Orchestra, het Drake University Wind Ensemble, het Gaston County Symphonic Band en het London Symphony Orchestra.
Tanner schreef werken voor vele genres orkesten, harmonieorkesten, koren, toneelwerken, kamermuziek. Zijn muzikale stijl is tonaal en lyrisch, waarbij zijn instrumentale werken een rijke palette van contrasterende klankkleuren uitbreiden.

## Composities

### Werken voor orkest
- 1977 The Hawaiian songbook - book 1 - Kona: a song cycle, voor orkest
- 1988 Aukele (The Swimmer), symfonisch gedicht voor orkest
- 1990 Fragrant Harbor (Hong Kong), voor orkest
- 2000 Keepers of the Land, koraal-symfonie voor gemengd koor en orkest
- 2001 Aumakua - Living Ancestors, koraal-symfonie voor sopraan, alt, tenor, bas, driestemmig vrouwenkoor (SSA), kinderkoor en orkest
- 2003 Symphony No. 1 in Es, voor orkest
- Postcards from Chandi, sinfonia in drie bewegingen
- Six songs from A winter's pillow book, een liederen cyclus voor orkest
- «The singing Snails "Na Pupu-Kani-Oe"» Suite no. 1, voor orkest

### Werken voor harmonieorkest
- 2002 High Seas to High Shoals: 11 Variations on a Naval Theme Honoring the Life of Admiral Charles Wilkes (1797-1877), voor harmonieorkest
- Fanfare for a river city, voor koperblazers en slagwerk
- Grand Prelude and Fugue
- Royal Tucket and Flourish

### Oratoria
- Boy with Goldfish, heroïsch oratorium voor sopraan, tenor, gemengd koor, orgel en orkest - gebaseerd op de legendarische schilderij van de Hawaïaanse schilder John Thomas (1927-2001))
  1. Introduction And Opening Chant 
    1. Lullaby Of Age
    2. Sight
    3. Wake And Arise

  2. The Pool 
    1. Goldfish
    2. Innocent Summer
    3. Descent

  3. Soft Wind 
    1. Dawn And Help Me!
    2. 'Opae E
    3. Finale: Desire, Seduction And The Battle
    4. Turn!
- Holy Wisdom oratorium voor solisten, gemengd koor en orkest

### Toneelwerken

#### Opera's
- The Kona Coffee Cantata, kameropera  - libretto: Harvey Hess
- The Singing Snails "Na Pupu-Kani-Oe", Hawaïaanse opera - libretto: Harvey Hess
- The Naupaka Floret, opera/oratorio - libretto: Harvey Hess

### Vocale muziek
- From an Albian songbook een liederen cyclus voor solo-zang en kamerorkest

### Kamermuziek
- Sonata, voor marimba en piano

- Bibliothèque nationale de France: cb139598863 (data)
- International Standard Name Identifier: 0000 0000 3104 1156
- Library of Congress Control Number: n81023041
- Nationale Bibliotheek van Israël: 987007300976505171
- Virtual International Authority File: 37108523
- WorldCat: E39PBJyt4cr6cfy7X6DRDBg3Qq